# Liste der Bodendenkmäler in Bolsterlang
Auf dieser Seite sind die Bodendenkmäler in der schwäbischen Gemeinde Bolsterlang zusammengestellt. Diese Tabelle ist eine Teilliste der Liste der Bodendenkmäler in Bayern. Grundlage ist die Bayerische Denkmalliste, die auf Basis des Bayerischen Denkmalschutzgesetzes vom 1. Oktober 1973 erstmals erstellt wurde und seither durch das Bayerische Landesamt für Denkmalpflege geführt wird. Die folgenden Angaben ersetzen nicht die rechtsverbindliche Auskunft der Denkmalschutzbehörde.

## Bodendenkmäler der Gemeinde Bolsterlang
| Lage                                                 | Objekt | Akten-Nr.     | Bild                                                       |
| ---------------------------------------------------- | --- | ------------- | ---------------------------------------------------------- |
| Obermühlegg / Gundelsberg „Schlossköpfle“ (Standort) | Burgstall Obermühlegg→Burgstall des Mittelalters.                                                                                     | D-7-8527-0001 |                                                            |
| Kierwang Bauhof 1 (Standort)                         | Burgstall Kierwang→Burgstall des Mittelalters.                                                                                        | D-7-8527-0002 |                                                            |
| Untermühlegg „Schloßbichl“ (Standort)                | Burgstall Untermühlegg→Burgstall des Mittelalters.                                                                                    | D-7-8527-0003 |                                                            |
| Untermühlegg (Standort)                              | Mittelalterliche und frühneuzeitliche Befunde im Bereich der Katholischen Kapelle St. Wendelin und St. Anna in Untermühlegg.          | D-7-8527-0042 | weitere Bilder                                             |
| Bolsterlang Nähe Kapellenweg (Standort)              | Mittelalterliche und frühneuzeitliche Befunde im Bereich der Katholischen Kapelle St. Maria Magdalena und St. Ottilia in Bolsterlang. | D-7-8527-0046 | Kapelle St. Maria Magdalena und St. Ottilia in Bolsterlang |